# Hesia Helfman
Hesia Helfman (jiddisch: העסיע העלפֿמאַן: Hesie Helfman; ryska: Геся Мировна (Мееровна) Гельфман: Gesia Mirovna (Mejerovna) Gelfman) född 1855 i Mozyr i guvernementet Minsk i Kejsardömet Ryssland (nu Mazyr i Belarus), död 1 februari enligt gamla stilen (13 februari n.s.) 1882 i Sankt Petersburg, var en rysk revolutionär medlem i Narodnaja volja (Folkets vilja), som var inblandad i mordet på tsar Alexander II. 

## Biografi
Helfman, som var av judisk härkomst, föddes i en välbärgad familj i Mozyr. Fadern var timmerhandlare och modern ägde en textilaffär. Modern dog tidigt, och styvmodern brydde sig lite om Hesie. Hennes föräldrar skickade henne till Berditjev för ett bröllop med släktingar. Hon tillbringade flera månader där. När Hesie återvände till Mozyr fick hon veta att hon skulle giftas med sonen till en timmerhandlare, en bekant till hennes far. Sista natten innan bröllopet rymde hon. Helfman var då 16 år gammal. Hon arbetade som sömmerska i Kiev, och studerade sedan till barnmorska.

## Attentatet
I början av 1870-talet var Helfman aktiv i flera revolutionära klubbar i Kiev. År 1881 var Helfman en del av Narodnaja volja - partiet som mördade Alexander II. Hon var inte den som utförde själva dådet och det är oklart i vilken utsträckning hon deltog i förberedelserna. Två dagar efter mordet stormade polisen den lägenhet som hon delade med Nikolaj Sablin, en annan medlem i partiet. Sablin sköt sig själv medan Helfman arresterades.

## Efterspelet

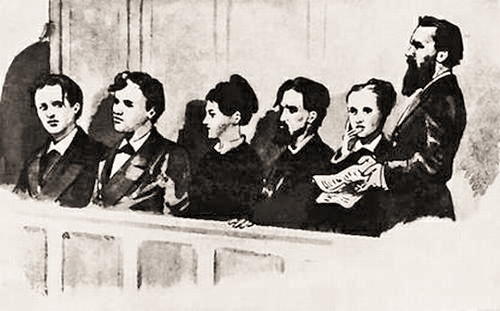
Helfman (tredje från vänster) på rättegång

Helfman dömdes för sin medverkan i konspirationen men undgick avrättning eftersom hon var gravid vid tidpunkten. Hon dog i fängelset kort efter att ha fött barn. Helfmans roll i mordet var oklar, och hennes judiska ursprung betonades under pogromerna som följde efter mordet. Trots att Helfman var den enda personen av judisk börd som deltog i mordet på tsaren, bestraffades Rysslands judar kollektivt för dådet. Massiva pogromer utfördes i det judiska bosättningsområdet i Ryssland, vilka förstörde 20 000 judiska hem. Den nya tsaren, Alexander III, stiftade antisemitiska lagar som förbjöd judar att bosätta sig i vissa städer och begränsade drastiskt antalet judar som fick studera på universitet.